# دلتا آماکورو
دلتا آماکورو (به اسپانیایی: Delta Amacuro) یکی از ایالت‌های ونزوئلا است که مرکز آن شهر توکوپیتا می‌باشد. دلتا آماکورو ۱۶۷٬۶۷۶ نفر جمعیت دارد.